# 吴兴电话公司旧址
吴兴电话公司旧址是中国浙江省湖州市的一座历史建筑，位于吴兴区月河街道衣裳街历史文化街区红门馆前48号。
2003年1月20日，吴兴电话公司旧址公布为湖州市文物保护单位。